# Halls of Illusions
«Halls of Illusions» — первый сингл с четвёртого студийного альбома «The Great Milenko» Американского дуэта Insane Clown Posse. Песня показывает ненависть группы к жестокому обращению над детьми и насилию в семье. В чистой версии клипа убраны все сцены насилия, а также изменён текст.